# Виктор фон Гебзател
Виктор Емил Клеменс Франц Фрайхер фон Гебзател (на немски: Viktor Emil Klemens Franz Freiherr von Gebsattel) е германски лекар, психиатър, психотерапевт, философ и писател. Той е пионер в антропологичната медицина, психология и психотерапия.

## Биография
Роден е на 4 февруари 1883 г. в Мюнхен, Германия, в семейството на Константин фон Гебзател (1854 – 1932) и съпругата му Мария, по баща баронеса фон Карг Бебенбург (1860 – 1927; ⚭ 1882). Посещава началното училище в Бамберг, а след това и Хуманистичната гимназия. В Берлин учи право, а в Мюнхен философия, психология и история на изкуството. В Мюнхен получава доктората си през 1906 г. като защитава дисертация на тема „Върху психологията на Gefühlsirradiation“ (преливане = излъчване: ефект, който възниква при оценката на сетивни обекти). Неговият научен ръководител е професора по философия, Теодор Липс. Следват дълги пътувания из Италия, Швейцария, Гърция и Франция. Там се сприятелява с поети, художници и философи, между които Хофманстал, Рилке, Хауптман, Слевогт и Кирхнер. Влиза в по-тесни връзки с Макс Шелер и Мартин Хайдегер.
През септември 1911 г. Гебзател участва в III Конгрес на Международната психоаналитична асоциация, проведена във Ваймар. Там участват основателите ѝ, включително Карл Густав Юнг и Зигмунд Фройд, създателят на психоанализата. Шведският аналитик Поул Бере и Лу Андреас-Саломе, приятелката на Ницше и Рилке, са близо до него, богато опознава практиката на психоанализата при Леонард Зайф. Той разбира, че има нужда и от медицинско образование. Записва се като студент по медицина и завършва през 1919 г. с дисертация за туберкулозата. Завършва лекарска специализация при Емил Крепелин в Мюнхен. От 1924 г. живее в Берлин, където е медицински директор на частна клиника. По времето на националсоциализма, клиниката на Гебзател бива конфискувана, тъй като той е политически подозрителен. Започва частна практика в Берлин и става доцент в Берлинския централен институт по психотерапия. През 1943 г. се преселва във Виена, където отново основава клиника. След войната става ръководител на психиатричен санаториум в Баденвайлер. От 1947 г. преподава психотерапия и медицинска антропология в университета във Фрайбург, а през 1949 г. става професор по тези дисциплини във Вюрцбург.
Умира на 22 март 1976 г. в Бамберг на 93-годишна възраст.

## Научна дейност
Гебзател публикува много съчинения, най-важните, от които са събрани в сборника „Пролегомени към една медицинска антропология“ (1954). Тази книга, а също и други текстове, се посрещат с интерес далеч извън тясно специализираните кръгове.
Реномето на Гебзател като психолог се дължи преди всичко на неговите изследвания върху натрапливата невроза, фобията, депресията и перверзиите. Проницателни феноменологични описания и екзистенциално-философски тълкувания създават чара на тези трудове, които преодоляват много догми на правоверната психоанализа. Чрез това Гебзател се нарежда до Лудвиг Бинсвангер, Йожен Минковски и Ервин Щраус, които също като него се опитват да разкъсат тесните окови на материалистико-позитивистките основни допускания в медицината и психологията. За него е характерен също един философски „персонализъм“, явно вдъхновен от Шелер и от схоластичната философия. Почти едновременно с Виктор фон Вайцзекер той формулира „биографична медицина“ и „антропологична психотерапия“, в които философско мислене и научно изследване достигат забележителен синтез.
Със своята преподавателска дейност и лекарска практика Гебзател си спечелва много ученици и приятели, за което, освен всичко друго, красноречиво свидетелства внушителният сборник „Ставане и дейност“ (под редакцията на Визенхютер, 1963), появил се за неговия 80-и рожден ден. 34 именити лекари, психолози, терапевти и философи изразяват тук своята благодарност към „философския психиатър“, който за тях става в някаква форма наставник или приятел.